# Ico Maly
Ico Maly (11 augustus 1978) is een Belgisch cultuurwetenschapper en auteur.

## Biografie
Maly studeerde vergelijkende cultuurwetenschappen en ontwikkelingssamenwerking aan de Universiteit Gent, waar hij zijn thesis schreef bij sociolinguïst en antropoloog Jan Blommaert. Vanaf 2002 werkte hij bij Kif Kif, waar hij van 2009 tot 2015 coördinator was. In 2012 doctoreerde Maly aan Tilburg University met een studie van de ideologie van de Vlaams-nationalistische partij N-VA en diens voorzitter Bart De Wever. Dat doctoraat werd hetzelfde jaar werd uitgegeven in boekvorm als N-VA. Analyse van een politieke ideologie. 
Sinds 2015 doceert Maly New Media and Politics aan Tilburg University, waar hij sinds 2020 universitair hoofddocent is. Van 2013 tot 2015 was hij gastprofessor aan het RITS in Brussel en in 2025 eveneens aan Hogeschool VIVES in Kortrijk. Maly is hoofdredacteur van het tijdschrift Diggit Magazine over digitale cultuur.
In 2020 was Maly een van de initiatiefnemers van de documentairefilm Language x Power x Activism (2021) over het leven en werk van Blommaert, die in januari 2021 overleed aan een terminale kanker.